# Jürgen Michael Meisel
Jürgen Michael Meisel (* 12. März 1944 in Heilbronn) ist ein deutscher Romanist.

## Leben
Das Studium am Leibniz Kolleg und an der Universität Tübingen, an der Goethe-Universität und an der Universität Madrid Romanistik, Germanistik, Philosophie und Volkskunde schloss er mit der Promotion 1970 in Frankfurt am Main ab. Von 1970 bis 1971 war er wissenschaftlicher Assistent im Romanischen Seminar der Universität Frankfurt. Von 1971 bis 1973 forschte er als Research Fellow in den Linguistischen Abteilungen der University of California, San Diego und der University of Massachusetts Amherst. 1973 wurde er wissenschaftlicher Rat und Professor für Romanische Philologie Universität Wuppertal. Von 1980 bis zur Pensionierung 2009 lehrte er als Professor für Romanische Philologie an der Universität Hamburg. Von 1999 bis 2006 war er Sprecher des Sonderforschungsbereichs 538 „Mehrsprachigkeit“. 2004 wurde ihm die Ehrendoktorwürde durch die Universität Lund verliehen. Von 2006 bis 2008 war er Distinguished Visiting Professor, University of Calgary, Department of French, Italian & Spanish, Faculty of Humanities. Von 2006 bis 2012 war er Adjunct Professor, Universität Calgary, Department of Linguistics, Faculty of Arts. Von 2009 bis 2014 war er Distinguished Fellow, University of Calgary, Language Research Centre, Faculty of Humanities. Von 2012 bis 2017 war er Adjunct Professor, Universität Calgary, Dept. of Linguistics, Languages and Cultures.
Seine Hauptarbeitsgebiete sind Sprachentwicklung (Erst- und Zweitspracherwerb, Sprachwandel, Kreolistik), Mehrsprachigkeit, Grammatik romanischer Sprachen und Grammatiktheorie.

## Schriften (Auswahl)
- Einführung in die transformationelle Syntax. I. Grundlagen. Tübingen 1973, ISBN 3-484-50057-3.
- Einführung in die transformationelle Syntax. II. Anwendung auf das Französische. Tübingen 1973, ISBN 3-484-50064-6.
- mit Harald Clahsen und Manfred Pienemann: Deutsch als Zweitsprache. Der Spracherwerb ausländischer Arbeiter. Tübingen 1983, ISBN 3-87808-544-3.
- als Herausgeber: Adquisición del lenguaje. Aquisiçâo da linguagem. Frankfurt am Main 1986, ISBN 3-921600-43-X.